# Юрьевский уезд Замосковного края
Не следует путать с Юрьевским уездом Владимирской губернии Российской империи.

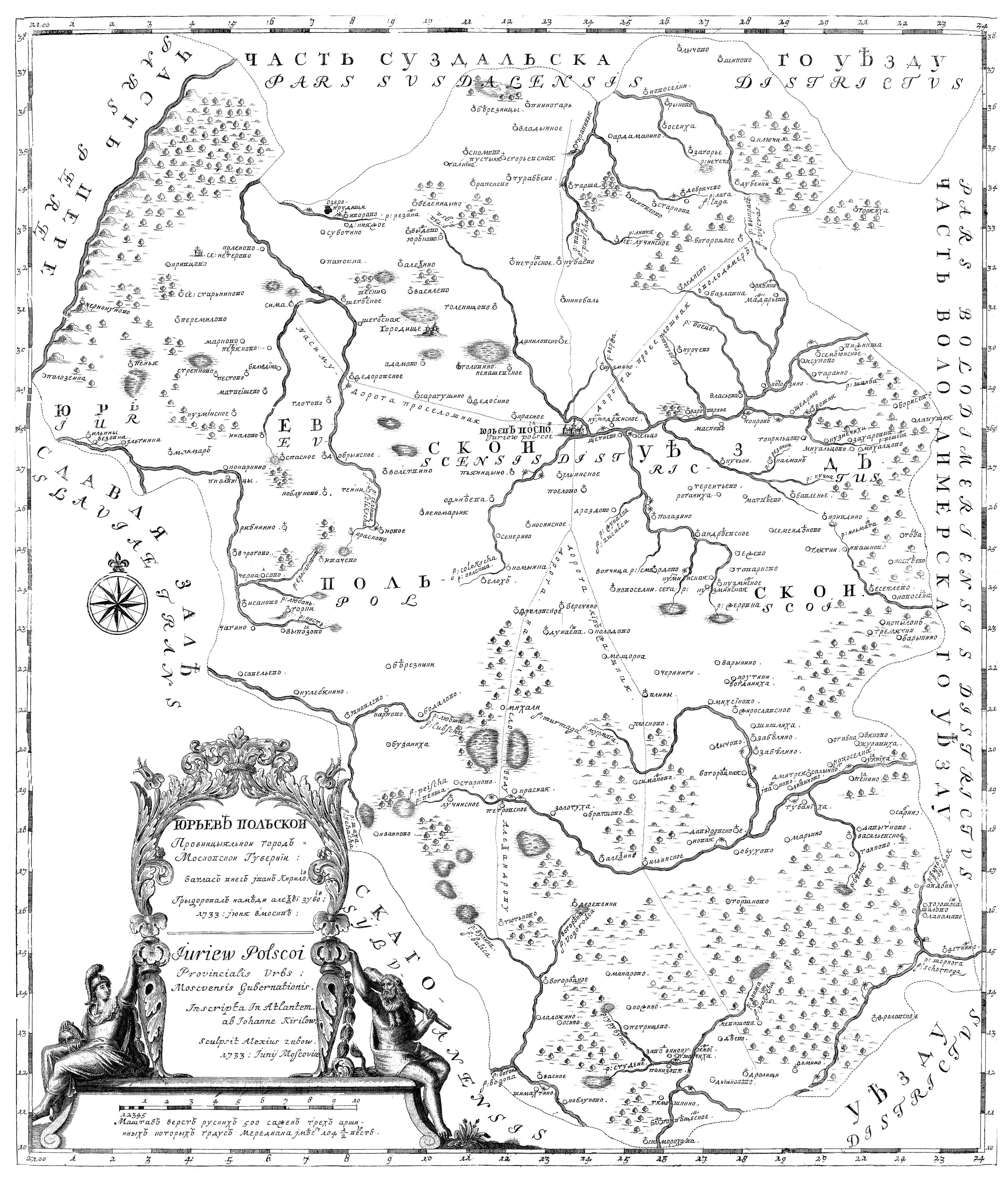
Юрьев-Польский уезд. Атлас Всероссийской империи И. К. Кирилова. 1722-1737 гг.

Юрьевский уезд (Юрьев-Польский уезд) — историческая административно-территориальная единица Замосковного края Московского царства, с административным центром в городе Юрьев-Польский.

## Границы
Небольшой по размерам уезд. Готье Ю. В. предполагает, что уезд сложился из древнего Юрьевского удела, последний князь которого Иван Ярославович упоминается в 1340 году. Тогда же Юрьевский удел вошел в состав Великого Московского княжества, не сливаясь с окружающими землями.
Из духовных грамот московских князей Юрьев упоминается впервые в духовной грамоте Ивана III, в 1504 году. Но отдельные села Юрьевского уезда упоминаются почти во всех подобных актах начиная с духовной грамоты Дмитрия Донского.
Юрьевский уезд граничил с Владимирским, Переяславским и Суздальским уездами, хотя четких границ в то время не существовало.
В настоящее время основные территории Юрьевского уезда Замосковного края относятся к Юрьев-Польскому и Кольчугинскому районам Владимирской области.

## Административно-территориальное деление
Станы
- Стан Золоцкий. К востоку от Юрьева до границ Суздальского уезда по рекам Дубенке, Ирмесе и Парше. Происхождение названия неясно.
- Стан Климков. В двух частях: 1) на границе Переяславского уезда по течению реки Пекши и 2) по реке Колокше, рядом с границами Владимирского уезда. Происхождение названия неясно.
- Стан Кривцов. Южный стан уезда, пограничный с Владимирским уездом. Происхождение названия неясно.
- Стан Кузьмин. На западной границе уезда, смежный с Переяславским уездом по реке Селекше. Происхождение названия неясно.
- Стан Сорогожин. 1) К западу от Юрьева, по правому берегу реки Колокша 2) Другой участок стана по северной Суздальской границе уезда, к северу от многочисленных дворцовых сел уезда. Назван скорее всего в связи с названием с. Сорогошина, которое впервые упоминается в духовной грамоте Василия Темного.
- Стан Тихотин. На западной границе уезда в верховьях рек Колокши и Пекши. Происхождение названия неясно.
- Стан Шуткин. Занимал всю среднюю часть уезда, к западу от течения реки Колокши. Происхождение названия неясно.

Волости
Дворцовые земли Юрьевского уезда были очень значительны до конца 17 века. Земли эти были сосредоточены в северной части уезда и распадались на округа, тянувшиеся к большим центральным селам, по которым и назывались. Иногда такие округа назывались волостями.
- Симская волость
- Некоморская волость
- Турабьевская волость

## Ликвидация уезда
В 1708 году в результате областной реформы по указу Петра I «Об устройстве губерний и об определении в оныя правителей» была образована Юрьево-Польская провинция в составе Московской губернии. В состав провинции были включены города Юрьев-Польский, Лух и Шуя. По ревизии 1710 года в провинции насчитывалось 20,0 тыс. дворов крестьянских.